# PGi
PGi, ou Premiere Global Services, Inc., est une société multinationale et l’un des fournisseurs mondiaux de solutions de conférence et de collaboration virtuelle basées sur les technologies de communication. Sa gamme de produits regroupe des services d’audioconférence, et de Webconférence. PGi propose des solutions SaaS (Logiciel en tant que service) et cloud computing (informatique en nuage) aux petites, moyennes et grandes entreprises dans 24 pays à travers le monde.
La société PGi a été fondée en 1991 par le président-directeur général Boland T. Jones sous le nom de Ptek Holdings Inc. Depuis ses débuts, elle a connu une croissance constante. Son chiffre d'affaires est passé de 381 millions de dollars en 2003 à environ 600 millions de dollars pour l’année 2009,. Chaque mois, près de 12 millions de personnes dans le monde utilisent les solutions de PGi pour travailler et organiser des réunions, ce qui représente quelque 50 000 entreprises, dont 90 % figurent dans le classement Fortune 500.

## Histoire
La société Ptek Holdings, Inc. a été fondée par le Président du Conseil d’administration et PDG, Boland T. Jones en 1991. En février 1998, Premiere Global Services est née de la fusion entre Premiere Technologies et Xpedite Systems. Le nom de la société a officiellement changé le 3 janvier 2005, Ptek Holdings, Inc. (NASDAQ : PTEK) devenant Premiere Global Services, Inc.
Le siège social de la société se trouve à Atlanta (Géorgie), et PGi emploie plus de 2300 personnes à travers le monde dans des bureaux situés à Londres, Tokyo, Sydney, Hong Kong, Paris, Francfort, New York, Chicago, Dublin et Austin.

### Histoire de la marque PGi
En 2010, PGi a lancé une nouvelle marque et réaffirmé sa volonté de se focaliser avant tout sur les utilisateurs de ses produits. La société a changé de nom, Premiere Global Services devenant désormais PGi et fait une nouvelle promesse à sa clientèle via le slogan : « Energize Your Connections. » (Optimisez vos connexions). D’un point de vue juridique, la société est toujours cotée sous le nom de Premiere Global Services, Inc. à la Bourse de New York, mais porte désormais le nom de PGi dans toutes ses communications.

## Produits et services
Les produits dont PGi détient la propriété exclusive et ses produits partenaires regroupent des solutions de Webconférence et de conférence téléphonique.

### Conférence et collaboration (Conferencing and Collaboration)
Solutions de réunions incluant des services de conférence téléphonique, de réunions optimisées pour le Web et de vidéoconférence à l’international.
Conférence téléphonique
- ReadyConference Plus – Produit de conférence audio et Web de PGi disposant d’un code d’accès dédié, spécifique à chaque utilisateur, et permettant d’organiser des audioconférences illimitées pouvant accueillir jusqu’à 125 participants.
- GlobalMeet (également connu sous le nom de Global Access dans certaines régions du globe) – Solution mondiale d’audioconférence, sans réservation, offrant des fonctionnalités similaires à ReadyConference, mais à l’échelle mondiale. Ce produit est la propriété exclusive de PGi.
- PGi Mobile – En septembre 2009, PGi a lancé PGi Mobile qui permet à ses clients de bénéficier de son service de conférence téléphonique via des applications mobiles disponibles sur iPhone, BlackBerry et iPod touch. Grâce à ce service, les utilisateurs mobiles disposent d’un accès plus rapide aux conférences téléphoniques.

Webconférence
Netspoke – Produit de Webconférence exclusif de PGi offrant une intégration audio en temps réel pour les réunions en ligne regroupant jusqu’à 125 personnes.
La société PGi propose également des produits de Webconférence, dont elle n’a pas la propriété exclusive, par le biais de partenariats stratégiques avec de grands fournisseurs de solutions de communication, notamment :
- Adobe Connect
- WebEx de Cisco Solutions
- Microsoft Office Live Meeting
- Intégration audio IBM Lotus Sametime
- Conférences IBM LotusLive
- Brainshark
- Microsoft Online Services
- Événements virtuels ON24

Services de conférence événementielle
- PremiereCall Auditorium – Service de conférence événementielle et d’audioconférence, assistée par un opérateur, qui permet d’organiser, de manière automatisée, des conférences de grande envergure pouvant accueillir jusqu’à 300 personnes. Ce produit est la propriété exclusive de PGi.
- PremiereCall Event – Des opérateurs dédiés accueillent et filtrent jusqu’à 3000 participants grâce à ce service d’audioconférence conçu pour les grands rassemblements tels que les réunions de type relations investisseurs, les conférences de presse et les groupes de discussion. Ce produit est la propriété exclusive de PGi.
- PremiereCall Connection – Service de conférence téléphonique qui permet, au maximum, à 30 participants de se connecter en privé, tout en bénéficiant d’une assistance complète. Ce produit est la propriété exclusive de PGi.
- Event Production Services – Service d’hébergement d’événements Web et audio offrant plusieurs niveaux de services en fonction de la taille de l’événement. Ce produit est la propriété exclusive de PGi.

Vidéoconférence – Permet aux entreprises et organisations de se connecter via un service de vidéoconférence en temps réel, optimisé par la technologie AVI-SPL et mis en place grâce à un partenariat stratégique.

### Produits historiques
- ReadyCast (VCall) – Ancien produit de PGi développé en partenariat avec Cisco Webex. Supprimé en Amérique du Nord en 2010.
- VisionCast – Supprimé en Amérique du Nord en 2010. Visioncast est toujours disponible sur le marché Asie-Pacifique.
- PGiMeet Webcast – Renommé ON24 Webcasting en 2010. Produit toujours utilisé sur certains marchés en Europe et Asie-Pacifique.
- PGi Connect – Renommé PremiereCall Connection.
- PGi Event – Renommé PremiereCall Event.
- PGi Auditorium – Renommé PremiereCall Auditorium.
- Enterprise Event – Renommé Event Production Services.
- ConferenceAnywhere – Ancienne fonction de ReadyConference Plus et GlobalMeet, ConferenceAnywhere permettait aux utilisateurs d’organiser instantanément une conférence téléphonique via un appareil mobile. Elle a été remplacée par PGi Mobile en 2009.

## Direction de l’entreprise

### Conseil d’administration
- Boland T. Jones, Président du Conseil d’administration, Fondateur et PDG de PGi
- Jeffrey T. Arnold, Président et Directeur architecture technique de Sharecare, Inc.
- Wilkie S. Colyer, Directeur de The Breckenridge Group
- John R. Harris, Président-directeur général d’eTelecare Global Solutions, Inc.
- W. Steven Jones, Professeur à la Kenan-Flagler Business School de l’Université de Caroline du Nord à Chapel Hill
- Raymond H. Pirtle, Jr., Directeur général de Claridge Company, LLC
- J. Walker Smith, Jr., Vice-président exécutif de The Futures Company ; Président de Yankelovich MONITOR

### Équipe dirigeante
- Boland T. Jones, Fondateur, Président du Conseil d’administration et Président-directeur général
- Theodore P. Schrafft, Président
- David E. Trine, Directeur financier
- David M. Guthrie, Directeur technique
- Erik Petrik, Directeur des Ressources humaines
- John D. Stone, Vice-président exécutif des opérations en Europe
- J. Scott Tapp, Vice-président exécutif, Directeur général des Services de collaboration globale
- Dennis Choo, Directeur général, Asie-Pacifique

## Actualités et acquisitions
Juillet 2010 – PGi est reconnue « Strong Performer » dans l’industrie des technologies de la communication par le cabinet d’études indépendant Forrester Research.
Février 2010 – PGi annonce un partenariat avec AVI-SPL afin de proposer des solutions de vidéoconférence.
Novembre 2009 – Mansell Group, fournisseur de communications par e-mail basé aux États-Unis, a fait l’acquisition de l’activité marketing de PGi.
Février 2009 – Acquisition : LINK Conference Service, LLC. Fournisseur de services d’audioconférence basé à Seattle.
Août 2008 – Acquisition : Soundpath Conferencing Services. Fournisseur de services de conférence audio et Web basé aux États-Unis.
Novembre 2007 – Acquisition : Meet24. Fournisseur de services de collaboration Web et de conférence basé en Europe du Nord.
Novembre 2006 – Acquisition : ECT. Fournisseur de services de conférence audio et Web basé en Australie.
Septembre 2006 – Acquisition : eNunciate. Fournisseur de services de conférence audio et Web basé au Canada.
Janvier 2006 – Acquisition : Accucast. Fournisseur de services de communication par e-mail basé aux États-Unis.
Août 2005 – Acquisition : Netspoke. Fournisseur de services de conférence audio et Web basé aux États-Unis.
Juin 2005 – Acquisition : Intelligent Meetings. Fournisseur de services de conférence audio et Web basé aux États-Unis.
Mars 2005 – Acquisition : Citizens Communications. Fournisseur de services de conférence basé aux États-Unis.